# Demografía de Tanzania
La población de Tanzania está distribuida de forma extremadamente desigual. La densidad varía de 1 persona por kilómetro cuadrado en las regiones áridas a 51 personas por kilómetro cuadrado en las regiones altas más húmedas, hasta los 134 por kilómetro cuadro en Zanzíbar. Más del 80% de la población es rural. Dar es Salaam es la capital y la mayor ciudad. Otras grandes ciudades son Dodoma, la capital del país.

## Población

### Población total
67 438 110 habitantes (2023 est.)

### Proyecciones
| Año  | Población Tanzana | Fuente |
| ---- | ----------------- | ------ |
| 2030 | 82 218 102        | [ 2 ]  |
| 2040 | 111 945 626       | [ 2 ]  |
| 2050 | 154 667 060       | [ 2 ]  |
| 2060 | 213 093 394       | [ 2 ]  |
| 2070 | 292 915 603       | [ 2 ]  |
| 2080 | 398 917 332       | [ 2 ]  |
| 2090 | 546 274 383       | [ 2 ]  |
| 2100 | 737 325 115       | [ 2 ]  |

## Perfil demográfico
La población africana del país se compone de más de 120 grupos étnicos, de los cuales sukumas, hayas, nakyusas, nyamwezi y los chagga tienen más de 1 millón de miembros. La mayoría de tanzanos, incluyendo algunos pueblos como los heHe, sukuma y los nyamwezi, pertenecen al grupo de las lenguas bantú. Grupos niloticos o relacionados son los nómadas masái y los luo, grupos que cuentan con más miembros en la vecina Kenia. Dos grupos minoritarios hablan lenguas khoishan. Las gentes de lengua cusitas originarios de las tierras altas de Etiopía residen en unas pocas aéreas de Tanzania. Otros grupos bantúes.
Aunque la mayoría de la población africana procede de la zona continental, un grupo conocido como los shirazis traza sus orígenes en la primera colonización de las islas por los persas. Entre los idiomas que se hablan en Tanzania se encuentran las cuatro familias lingüísticas de África: bantú , cusítico, nilótico y khoisán.En Tanzania se hablan más de 100 idiomas , lo que lo convierte en el país con mayor diversidad lingüística de África Oriental. [ 6 ] Entre los idiomas que se hablan en Tanzania se encuentran las cuatro familias lingüísticas de África: bantu, cusítico, nilótico y khoisán. El suajili y el inglés poseen estatus oficial.
La población no africana está formada por la comunidad asiática que incluye hindúes, sikhs, musulmanes chiitas y suníes, parsis y goanenses ha descendido a 4.000 personas. La elevada tasa de pobreza y el elevado crecimiento demográfico, llevaba  la emigración junto a la baja productividad agrícola y la desigual distribución de la riqueza. La tasa de natalidad del país es una de las más altas del mundo, con una media de más de 4.5 hijos por mujer (y mayor en las zonas rurales) debido sobre todo al escaso uso de anticonceptivos, los matrimonios y la maternidad precoces y la falta de educación, sobre todo entre las mujeres. 
Generalmente, cada grupo étnico tiene su lengua propia, pero existe una lengua nacional el suajili, lengua bantú con fuerte influencia árabe y que tiene también préstamos ingleses. El inglés es otra lengua oficial. Se habla también lenguas del subcontinente indio y portugués, hablado este último por los refugiados de Mozambique y los goanenses.

## Información demográfica

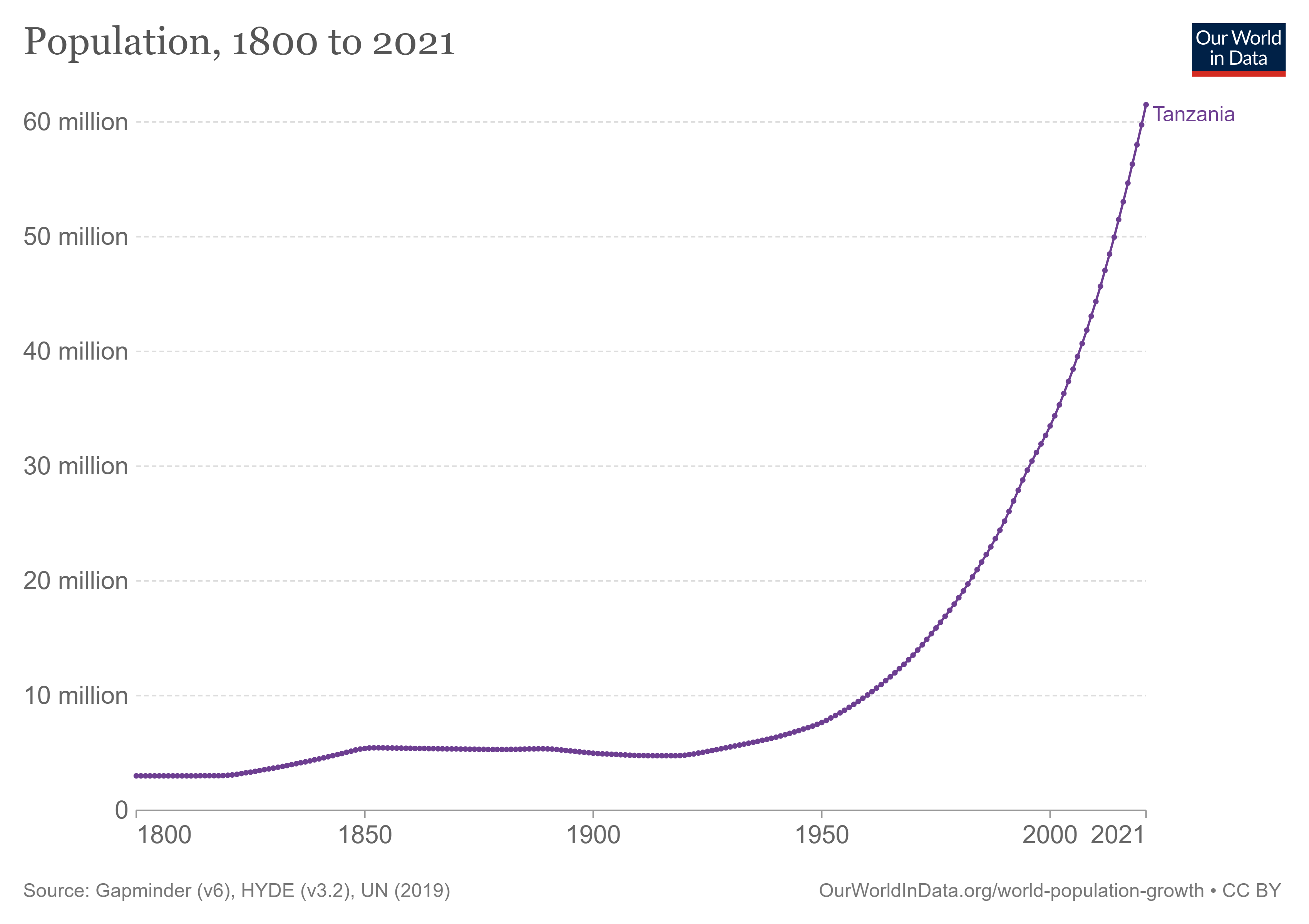
Demografía de Tanzania, datos de la FAO, año 2005; número de habitantes en miles.

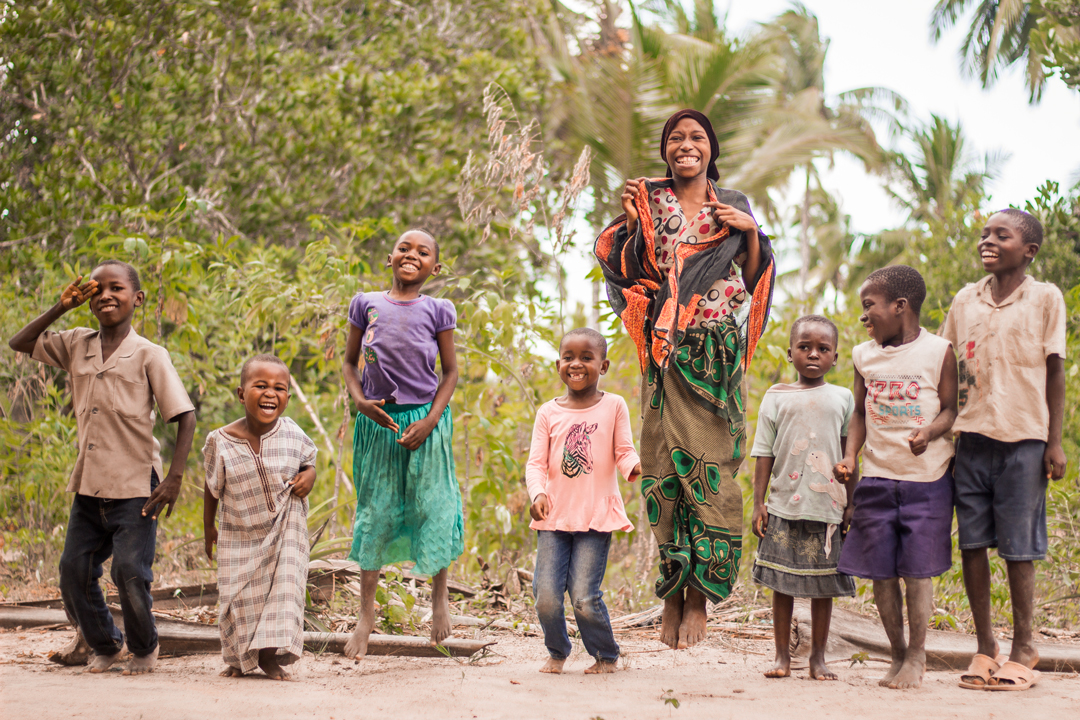
Familia numerosa en Tanzania.

### Distribución de la población por edades
- 0-14 años: 43,5% (hombres 8.763.471/ mujeres 8.719.198)
- 15-64 años: 53,7% (hombres 10.638.666/ mujeres 10.947.190)
- 65 años y más: 2,8% (hombres 502.368/mujeres 642.269) (2008 est.)

### Edad promedio
- Total: 17,8 años
- Hombre: 17,6 años
- Mujer: 18,1 años (2008 est.)

### Tasa de crecimiento de la población
- 2,072% (2008 est.)

### Tasa de natalidad
- 35,12 nacimientos/1,000 habitantes (2008 est.)

### Tasa de mortalidad
- 12,92 muertes/1,000 habitantes (2008 est.)

### Tasa neta de migración
- -1,48 emigrantes/1,000 habitantes (2008 est.)

### Índice de masculinidad
- Al nacer: 1,03 hombres/mujer
- Antes de 15 años: 1 hombres/mujer
- 15-64 años: 0,97 hombres/mujer
- 65 años y más: 0.78 hombres/mujer
- Total de la población: 0,98 hombres/mujer (2008 est.)

### Mortalidad infantil
- Total: 70,46 muertes/1,000 nacidos vivos
  - Hombre: 77,51 muertes /1,000 nacidos vivos
  - Mujer: 63,19 muertes /1,000 nacidos vivos (2008 est.)

### Esperanza de vida al nacer
- Total población: 51,45 años
  - Hombre: 50,06 años
  - Mujer: 52,88 años (2008 est.)

### Tasa total de fertilidad
- 4,62 hijos nacidos vivos por mujer (2008 est.)

### Índice de prevalencia de VIH/sida en adultos
- 8,8% (2003 est.)

### Personas viviendo con VIH/sida
- 1,6 millón (2003 est.)

### Muertes relacionadas con VIH/sida
- 160,000 (2003 est.)

### Mayores riesgos infecciosos
- Grado de riesgo: muy alto
- Enfermedades relacionadas con alimentación: diarrea bacterial o protozoal, hepatitis A, y fiebre tifoidea.
- Enfermedades: malaria y plaga
- Enfermedades por contacto con agua: esquistosomiasis (2008)

### Grupos étnicos
- En el continente- Africanos 99% ( de los cuales el 95% son Bantú formado por más de 130 tribus) otro 1% (consiste de asiáticos, europeos y árabes); En Zanzíbar- árabes, africanos y mezcla de africanos y árabes.

### Religión
- En el continente cristianismo 30%, musulmanes 35% y creencias indígenas 35%; En Zanzíbar más del 99% población son musulmanes

### Idiomas
Suajili (oficial), kiunguja (nombre con el que se conoce el suajili en Zanzíbar), inglés (oficial, es la lengua principal para el comercio, la administración y la educación superior), árabe (hablado extensamente en Zanzíbar) y otra muchas lenguas locales.

### Analfabetismo
- Definición: personas de 15 años o más que puedan leer y escribir suajili, inglés o árabe.
- Total población 69,4%
  - Hombres: 77,5%
  - Mujeres: 62,2% (2002 est.)